# Giuseppe Antoci
Giuseppe Antoci (Santo Stefano di Camastra, 11 gennaio 1968) è un politico italiano, parlamentare europeo e presidente della Commissione politica DMED del Parlamento Europeo dal 3 ottobre 2024.
Ufficiale al Merito della Repubblica Italiana con provvedimento di iniziativa del Presidente della Repubblica Sergio Mattarella: "Per la sua coraggiosa determinazione nella difesa della legalità e nel contrasto ai fenomeni mafiosi".
Presidente del Parco dei Nebrodi dal 2013 al 13 febbraio 2018, è stato colpito da una tentata strage mafiosa, nella notte tra il 17 ed il 18 maggio 2016, da cui è sopravvissuto grazie all'auto blindata e all'ntervento degli uomini di scorta della Polizia di Stato che dopo un violento conflitto a fuoco riescono a salvargli la vita. È il primo uomo delle Istituzione ad essere colpito da una tentata strage di mafia dopo gli attentati del 1992.
Lo scrittore Andrea Camilleri in un'intervista a Rai Uno lo ha definito un Eroe dei nostri tempi.

## Biografia
Laureato in Economia all'Università degli Studi di Messina e specializzato in attività bancaria e finanziaria, è stato candidato al Senato alle elezioni politiche del 2013 in Il Megafono - Lista Crocetta. Dal 17 ottobre 2013 al 13 febbraio 2018 è stato Presidente del Parco dei Nebrodi e dal 30 marzo 2014 Coordinatore Regionale della Federparchi Sicilia.
A partire dal 2024, Antoci entra a far parte del Movimento 5 Stelle e viene candidato capolista del partito nella circoscrizione insulare in occasione delle elezioni europee dello stesso anno. Verrà eletto con 64 866 preferenze risultando l'eletto più votato del campo progressista in Sicilia. Il 3 ottobre 2024 viene eletto Presidente della Commissione Politica DMED del Parlamento Europeo.

### Attività come Presidente del Parco dei Nebrodi
Antoci, dopo l'insediamento a Presidente del Parco, avvenuto il 17 ottobre 2013, nel mese di dicembre dello stesso anno incontrò il Sindaco del Comune di Troina, uno dei 24 comuni facente parte del Parco dei Nebrodi, accompagnato dall'allora Dirigente del Commissariato di Nicosia, Daniele Manganaro, appena trasferito al Commissariato di Sant'Agata di Militello, sede del Parco dei Nebrodi. In tale incontro il Sindaco e Manganaro raccontarono ad Antoci il meccanismo di pressioni e intimidazioni che subivano gli agricoltori del territorio dei Nebrodi.
Antoci, per cercare di risolvere il problema, resosi conto che il giro dei fondi europei era milionario (il valore della programmazione 2007/2013 è valso in Sicilia 5 miliardi di euro), e che era soprattutto un problema esteso in tutta la regione siciliana essendovi coinvolti molti mafiosi, con il coordinamento del Questore di Messina, Giuseppe Cucchiara, iniziò un percorso di approfondimento su come arginare le associazioni criminali. Con l'aiuto del Prefetto di Messina, Stefano Trotta, furono organizzati studi e incontri volti alla creazione di un "Protocollo di Legalità" per impedire l'uso di false autocertificazioni antimafia con cui le organizzazioni criminali si accaparravano i terreni per i quali poi chiedere i contributi all'AGEA.
Subito dopo la stesura della prima bozza del protocollo, arrivarono ad Antoci le prime intimidazioni mafiose, che costrinsero la Direzione Distrettuale Antimafia di Caltanissetta, a seguito anche di intercettazioni telefoniche e ambientali nelle quali si evidenziavano rischi per la sua incolumità, a porre Antoci sotto tutela dal dicembre 2014.
Nel 2015 ha introdotto nel Parco un protocollo per l'assegnazione degli affitti dei terreni, che prevede la presentazione del certificato antimafia anche per quelli di valore a base d'asta inferiori a 150 000 euro. Questo "Protocollo di legalità" il c.d. "Protocollo Antoci", firmato il 18 marzo 2015 presso la Prefettura di Messina dalla Regione Siciliana e dai 24 Sindaci del Parco, nel settembre 2016 è stato esteso a tutta la Sicilia e sottoscritto da tutti i Prefetti dell'isola. Successivamente, il 18 maggio 2016, Antoci è stato vittima di un attentato mafioso, dal quale è uscito illeso grazie all'auto blindata e all'intervento della scorta. Il "Protocollo" è stato recepito dal nuovo Codice Antimafia, votato in Parlamento il 27 settembre 2017, e adesso è applicato in tutta Italia.
Antoci proseguì nel progetto di abbassare a zero euro la soglia dell'obbligatorietà del certificato, al fine di evitare che alcun terreno pubblico fosse concesso in affitto a chi non avesse i requisiti e il 18 marzo 2015 il Protocollo di Legalità venne firmato pubblicamente dai Sindaci della zona e dall'Amministrazione Regionale.
Dopo la firma del protocollo, nella prima gara bandita per l'assegnazione di 400 ettari di bosco, venne scoperto che nella società provvisoriamente aggiudicataria erano presenti in realtà 4 persone prive dei requisiti antimafia. Nel mese di luglio 2015 venne rinvenuta una bottiglia incendiaria in un'area attrezzata del Parco dei Nebrodi con scritte minacciose.
Successivamente si passò alla verifica dei nominativi risultanti già assegnatari in passato dei terreni e sul 90% delle persone controllate vennero emessi provvedimenti di interdittive antimafia, tali da comportare la revoca della concessione dei terreni. Nel marzo 2016 il Tar di Catania ha poi respinto tutti i ricorsi presentati dagli assegnatari.
La sua azione di legalità, iniziata sin dal primo giorno di insediamento nel 2013, lo ha portato a ricevere una escalation di minacce e, come ha svelato il settimanale Sette del Corriere della Sera, il 24 novembre 2015 vennero intercettate dalla Polizia Postale di Palermo due buste contenenti 5 proiettili calibro 9 indirizzate al Parco dei Nebrodi e al Commissariato di Polizia di Sant’Agata di Militello. Poi, diverse testate giornalistiche nazionali iniziarono a occuparsi della vicenda.
Collegata alle vicende evidenziate, fu costituita una Task Force attraverso l'accordo tra la Questura di Messina e il Parco dei Nebrodi, gruppo formato dal personale del Corpo di Vigilanza del Parco e da quello della Polizia del Commissariato di Sant'Agata di Militello, coordinati dalla Procura della Repubblica di Patti e al comando del Vice Questore aggiunto Daniele Manganaro.
La notte tra il 17 e il 18 maggio 2016, Giuseppe Antoci è stato oggetto di un attentato mafioso, avvenuto mentre era di ritorno a Santo Stefano di Camastra, dal quale è uscito illeso grazie all'auto blindata e all'intervento degli agenti di polizia addetti alla sua scorta, composta da Daniele Manganaro, Sebastiano Proto, Salvatore Santostefano e Tiziano Granata.
Il 24 maggio 2016 il Ministro delle Politiche Agricole Maurizio Martina ha annunciato di voler estendere a tutta l'isola il "Protocollo di Legalità" il c.d. "Protocollo Antoci" che nel settembre 2016 è stato effettivamente esteso a tutta la Sicilia e sottoscritto da tutti i Prefetti dell'isola.
Il 18 ottobre 2016 riceve a Ginevra il Premio Continentale per l'Ambiente "Medaglia d'Oro Alfred Toepher". Gli viene assegnato all'unanimità da parte di 36 Stati Europei. È il primo italiano nella storia a ricevere l'ambito riconoscimento.
Il 12 novembre 2016 il Presidente della Repubblica Sergio Mattarella, di sua iniziativa, ha concesso a Giuseppe Antoci l'Onorificenza di "Ufficiale al Merito della Repubblica Italiana", consegnata al Quirinale il 2 febbraio 2017 con la seguente motivazione: "Per la sua coraggiosa determinazione nella difesa della legalità e nel contrasto ai fenomeni mafiosi".Il Protocollo di Legalità è diventato legge dello Stato (nota come "Legge Antoci") e recepito come uno dei tre cardini del Nuovo Codice Antimafia attraverso il voto in Parlamento nella seduta del 27 settembre 2017.
Il 13 febbraio 2018 il Presidente della Regione Siciliana Nello Musumeci nel contesto di un cambiamento dei vertici di tutti gli enti controllati in seguito alle Elezioni regionali in Sicilia del 2017 (Spoils system) ha sostituito Antoci con l'ufficiale del Corpo Forestale Luca Ferlito nel ruolo di presidente del Parco dei Nebrodi 6 mesi prima della scadenza della carica. La sostituzione ha scatenato una serie di polemiche politiche, una lettera di protesta sottoscritta da 22 sindaci dei Nebrodi e la protesta di Antoci stesso che ha descritto l'atto come "un segnale forte e chiaro a certi ambienti" che avrebbe fatto brindare i mafiosi. Musumeci ha replicato ribadendo il suo rispetto per Antoci e indicando che il suo protocollo sarebbe stato applicato in molti altri enti.
Il 19 settembre 2019 la Commissione Europea intervenendo, con un'apposita nota a firma di Phil Hogan, sulle infiltrazioni mafiose in agricoltura nei Paesi Europei, riconosce nel "Protocollo Antoci" vigente in Italia un valido strumento di lotta alla mafia, "un esempio eloquente di tale impegno".
Il 18 maggio 2019 Antoci viene nominato Presidente Onorario della Fondazione Antonino Caponnetto affiancando, in questo ruolo, la moglie del giudice, Elisabetta Baldi Caponnetto che ne riveste l'incarico dalla costituzione.

### Operazione "Nebrodi"
Il 15 gennaio 2020 la Direzione Distrettuale Antimafia di Messina, con a Capo il Procuratore Maurizio De Lucia, coordinando il lavoro dei Carabinieri del Ros e della Guardia di Finanza, ha eseguito l'operazione "Nebrodi", una delle più importanti indagini antimafia eseguite in Sicilia e la più imponente, sul versante dei Fondi Europei dell'Agricoltura in mano alle mafie, mai eseguita in Italia e all'Estero, con 94 arresti e 151 aziende agricole sequestrate. Nella conferenza stampa le parole del Procuratore Maurizio De Lucia, del Procuratore Nazionale Antimafia Federico Cafiero De Raho e del Comandante Nazionale del Ros, Generale Pasquale Angelosanto, sono state unanimi sia nel riconoscere nel "Protocollo Antoci" uno strumento fondamentale per bloccare questo sistema criminale sia nell'attribuire a tale contesto il movente dell'attentato contro Antoci e gli uomini della scorta nel maggio del 2016.
Il 29 gennaio 2020 la Commissione Centrale Ricompense del Ministero degli Interni ha attribuito agli agenti di polizia di scorta ad Antoci, che gli salvarono la vita durante l'attentato, la Promozione per Merito Straordinario e la Medaglia al Valor Civile.
A seguito dell'Operazione Nebrodi, il 2 marzo 2021, ha preso il via, nell'Aula Bunker di Messina, il Maxiprocesso alla mafia dei Nebrodi con 97 imputati tra boss, insospettabili professionisti e gregari dei clan tortoriciani e il 23 aprile 2021 sono arrivate le prime, pesanti, condanne nel rito abbreviato. La Gup, Simona Finocchiaro, ha inflitto 52 anni di carcere a sei imputati. La pena più alta è andata a Sebastiano Bontempo, detto 'u uappu, che dovrà scontare 24 anni. Per lui, la giudice è andata oltre la richiesta della procura (20 anni).
Il 15 luglio 2022 la requisitoria della Procura, guidata da Maurizio De Lucia, per il Maxiprocesso ha richiesto per gli imputati pene severissime e milioni di euro di confische.
Il 31 ottobre 2022, presso l'aula del Tribunale di Patti in provincia di Messina, con Antoci presente, è stata letta la sentenza dal Presidente del Tribunale Ugo Scavuzzo, una sentenza che ha inflitto più di 600 anni di carcere e 4 milioni di euro di confische. In rapporto al numero di imputati e condanne emesse, la media per imputato è stata superiore rispetto al maxiprocesso storico di Falcone e Borsellino del 1989 a Palermo.
A dicembre 2022 sono emerse conversazioni nelle quali un indagato per estorsione appartenente al clan mafioso dei Batanesi avrebbe sostenuto che alcuni suoi parenti che erano in carcere perché coinvolti nel processo "Nebrodi" non appena scontata la pena avrebbero ucciso Antoci. In risposta, il Comitato per l'ordine e la sicurezza ha innalzato ai massimi livelli la scorta ad Antoci e aumentato quella a protezione dei suoi familiari.
Il 9 giugno 2023, durante una sua visita a Bologna per partecipare ad un convegno a Marzabotto, sono stati ritrovati due bossoli durante le operazioni di bonifica a pochi metri dalla porta d'ingresso dell'hotel dove doveva pernottare. Antoci viene subito spostato in una caserma dei Carabinieri di Bologna dove passerà la notte.

## Inchieste giornalistiche
Alla fine dell'estate del 2015 è stato intervistato per l'inchiesta Fondi rubati all'agricoltura di Alessandro di Nunzio e Diego Gandolfo, che ha vinto il Premio Roberto Morrione per il giornalismo investigativo, nell'ambito del premio giornalistico Ilaria Alpi. L'inchiesta è stata mandata in onda da Rai News 24.
Un'inchiesta del giornalista Alessio Ribaudo, sul settimanale Sette del Corriere della Sera, svela le minacce subite e l'opera antimafia all'interno del Parco dei Nebrodi da parte di Giuseppe Antoci.
In un'inchiesta andata in onda nella trasmissione Presadiretta su Rai Tre il 17 gennaio 2016, oltre a raccontare gli affari di Cosa Nostra in tutta la Sicilia, si mettevano in evidenza similari episodi anche in Calabria. A seguito della trasmissione, è stata presentata una proposta di legge regionale per applicare il "Protocollo Antoci" anche in Calabria.
In una videoinchiesta esclusiva del Corriere della Sera, il 12 giugno 2016, Giuseppe Antoci ha raccontato la sua vicenda ed è tornato per la prima volta nel luogo dove aveva subito l'attentato mafioso.
Il 5 dicembre 2016 RAI1 ha interamente dedicato la V puntata del programma Cose Nostre alla "storia di Giuseppe Antoci" e al "Protocollo Antoci".
Il 30 ottobre 2018 il TG1 delle 20:00, in un'esclusiva, ha mandato in onda la ricostruzione dell'attentato contro Antoci effettuata dalla Polizia Scientifica di Roma utilizzando una tecnica innovativa usata per la prima volta per ricostruire, oltre che l'attentato all'allora Presidente del Parco dei Nebrodi, anche quello contro il giudice 
Paolo Borsellino.
Il 2 novembre su RAI1, nell'approfondimento di TV7, è stata approfondita tutta la vicenda dell'agguato del 17 maggio 2016.
L'11 novembre 2018 il Financial Times ha dedicato alla lotta alla mafia e alla storia di Giuseppe Antoci la prima pagina dell'importante giornale britannico e la copertina del Magazine allegato.
L'11 gennaio 2019 Rai 3 in prima serata ha dedicato, nella serie I nuovi Eroi, un film-documentario alla storia di Antoci.
Il 26 gennaio 2020 il De Standaard di Bruxelles e il 4 febbraio 2020 l'NRC di Amsterdam hanno dedicato a Giuseppe Antoci e alla sua lotta alla mafia le prime pagine dei rispettivi giornali e le copertine dei magazine.
Nella puntata del programma Le Iene in onda il 20 febbraio 2020 il giornalista Gaetano Pecoraro si è occupato del rapporto della Commissione regionale antimafia siciliana, presieduta da Claudio Fava, dove si afferma sostanzialmente che è poco probabile che l'attentato ad Antoci abbia una matrice mafiosa. L'inchiesta del giornalista mira a mettere in evidenza incongruenze nel rapporto della Commissione. Tra le più rilevanti incongruenze quella del Procuratore della Repubblica Angelo Cavallo, che secondo Fava affermerebbe che nell'attentato ad Antoci "la mafia non c'entra"; lo stesso Procuratore Cavallo nell'intervista rilasciata a Pecoraro però ha smentito Fava affermando: "Per me fu un attentato maturato in ambienti sicuramente vicini alla mafia". Altra smentita rilevante arriva dal comandante dei ROS Pasquale Angelosanto che, in contrasto con quanto affermato dalla Commissione regionale antimafia che non ha individuato un movente per l'attentato, ha dichiarato: "Il Protocollo Antoci è un movente che può aver determinato l'attentato".
Rilevanti inoltre le parole del Procuratore della Direzione Distrettuale Antimafia di Messina, Maurizio De Lucia che, all'esito di una vasta operazione di servizio che ha portato all'arresto di 94 persone e al sequestro di 151 aziende per mafia, in Conferenza stampa, unitamente al Procuratore Nazionale Antimafia Cafiero De Raho, ha dichiarato: "Mai messo in dubbio l'attentato Antoci, tra i moventi il suo Protocollo".
Già un primo Giudice, Eugenio Fiorentino, nel 2018, aveva scritto nella sua Ordinanza sull'attentato contro Antoci e gli uomini della sua scorta:
- "innegabile che tale gravissimo attentato era stato commesso con modalità tipicamente mafiose…"
- "con la complicità di ulteriori soggetti, che si erano occupati di monitorare tutti gli spostamenti dell'Antoci…"
- "un vero e proprio agguato meticolosamente pianificato e finalizzato non a compiere un semplice atto intimidatorio e/o dimostrativo, ma al deliberato scopo di uccidere…"
- "le descritte modalità delittuose inducevano a collegare tale attentato alle penetranti azioni di controllo e di repressione delle frodi comunitarie nel settore agricolo pastorale, da tempo avviate da Antoci Giuseppe, nella qualità di Presidente dell'Ente Parco dei Nebrodi…"
A definire il tutto è arrivata la seconda Ordinanza di un ulteriore Giudice Terzo, Simona Finocchiaro, che a luglio 2020, a chiusura di un'ulteriore fase d'indagini, iniziata proprio a seguito della relazione della commissione regionale presieduta da Fava, afferma che: «la conclusione raggiunta dalla Commissione (ossia che l'ipotesi dell'attentato mafioso sia la meno plausibile) appare preconcetta e comunque non supportata da alcun dato probatorio…" e ancora "… pure elucubrazioni mentali non corroborate da alcun dato probatorio».
Anche in Commissione Nazionale Antimafia, nell'audizione di Fava del 22 luglio 2020, tutti i Parlamentari intervenuti hanno preso posizioni chiedendo allo stesso Fava di scusarsi con Antoci e con gli agenti di polizia. Antoci, alla fine dell'audizione, ha chiesto subito le dimissioni di Fava presentando inoltre una corposa denuncia alla Magistratura: "Ho già depositato alla magistratura una corposa denuncia sul lavoro della Commissione (quella regionale siciliana antimafia, ndr) al fine di chiarire chi e perché ha ordito questo tentativo di delegittimazione, chi e perché ha esposto ancora una volta la mia persona a rischi elevatissimi, chi e perché voleva fermarmi, chi e perché, facendo questo, ha anche utilizzato le Istituzioni".
La vicenda si chiude il 13 gennaio 2023. Il Vicepresidente Vicario della nuova Commissione Regionale Antimafia, On. Ismaele Lavardera, chiede pubblicamente scusa ad Antoci per la relazione svolta dalla precedente Commissione. Le parole di Lavardera vengono poi condivise dal Presidente della Commissione Regionale Antimafia, On. Antonello Cracolici, nella conferenza stampa del 18 gennaio 2023.
Il 24 febbraio 2024 il Presidente della Repubblica Sergio Mattarella ha concesso la Medaglia d’Oro al Valor Civile ai quattro poliziotti che salvarono la vita al Presidente Giuseppe Antoci. Dal 1851, tale alta onorificenza, è stata concessa dal Quirinale prevalentemente alla memoria. Questa la motivazione per i quattro poliziotti:
“Interveniva con straordinaria determinazione a tutela del Presidente del Parco dei Nebrodi, cui fungeva da scorta unitamente ad altri colleghi, reagendo con grande tempestività ad un agguato teso da malavitosi legati a contesti criminali mafiosi. Nonostante venisse fatto bersaglio di colpi di arma da sparo, rispondeva prontamente aprendo il fuoco, riuscendo a porre in salvo il Presidente del Parco e a far desistere i malviventi dal loro intento criminale, costringendoli alla fuga. Mirabile esempio di coraggio, altruismo e virtù civiche. 18 maggio 2016 San Fratello (ME)”.
Il 25 marzo 2025 una delle più autorevoli testate europee “Politco” dedica ad Antoci la copertina del giornale raccontando la sua storia e il suo impegno in Parlamento Europeo.

## Premi e riconoscimenti
- Encomio Solenne del Presidente della Regione, Palermo - 22 dicembre 2014
- Premio Legalità Federparchi, Trezzo sull'Adda (MI) - 12 giugno 2015[71]
- Encomio Solenne Siap-Polizia di Stato, Messina - 10 giugno 2016
- Ambasciatore della Natura 2016, Roma - 01 luglio 2016[72]
- Premio Città di Ficarra 2016, Ficarra - 12 agosto 2016[73]
- Premio Legalità e Sicurezza Pubblica in Campania 2016, Calvi Risorta (CE) - 24 settembre 2016[74]
- Premio Articolo 21 Liberi di, Roma - 27 settembre 2016[75]
- Premio Internazionale per la Pace "San Francisco Award" 2016, Roma - 1 ottobre 2016[76]
- Premio Continentale per l'Ambiente 2016, Medaglia d'oro Alfred Toepfer, Ginevra - 18 ottobre 2016, assegnata per la prima volta ad un italiano -[30][31]

- Premio Nazionale Paolo Borsellino 2016, Pescara - 29 ottobre 2016

- Premio Nazionale della Fondazione Antonino Caponnetto, Firenze - 16 dicembre 2016
- Premio Obiettivo Legalità 2016 - Palermo - 20 dicembre 2016[78]
- Premio Giorgio Ambrosoli, Milano - 16 gennaio 2017[79]
- Premio Nazionale Cultura Frontino Montelepre, Frontino (PU) - 8 ottobre 2017[80]
- Premio Imprenditori per il Bene Comune, al Festival della Dottrina Sociale della Chiesa. Verona - 25 novembre 2017[81]
- Premio Ambasciatore Legalità 2018, Roma - 06 aprile 2018[82]
- Premio “Carabiniere Marino Fardelli” in memoria dei caduti della strage di Ciaculli, Caria (FR) 30 giugno 2018[83]
- Premio Internazionale Magna Grecia Awards, Bari - 26 maggio 2018[84]
- Premio Antimafia Michele Cavaliere, Castellammare di Stabia (NA) - 9 maggio 2019[85]
- Premio Internazionale Mediterraneo, Napoli - 18 maggio 2019[86]
- Premio San Giovannino 2019, Soveria Mannelli (CZ) - 15 giugno 2019[87]
- Premio Ex Allievi Eccellenti Università di Messina, Messina - 28 giugno 2019[1]
- Premio Internazionale Nassiriya per la Pace, Camerota (SA) - 9 novembre 2021[88][89]
- Premio Nazionale Bandiera Verde, Roma - Campidoglio - 11 novembre 2021[90]
- Premio Costruttori di Legalità, Bianchi (CS) - 8 agosto 2022[91]
- Premio Nazionale Lea Garofalo, Petilia Policastro (KR) - 24 novembre 2022[92][93]
- Premio Internazionale Valore Coraggio, Roma - Campidoglio - 12 gennaio 2023[94][95]
- Premio Eccellenza Italiana 2024, Washington DC - 18 ottobre 2024[96]

## Pubblicazioni
- La mafia dei Pascoli…  – 2019 Rubbettino Editore[108][109][110]